# Mrówki (Podlachië)
Mrówki is een dorp in de Poolse woiwodschap Podlachië. De plaats maakt deel uit van de gemeente Wizna.